# Port lotniczy Kangerlussuaq

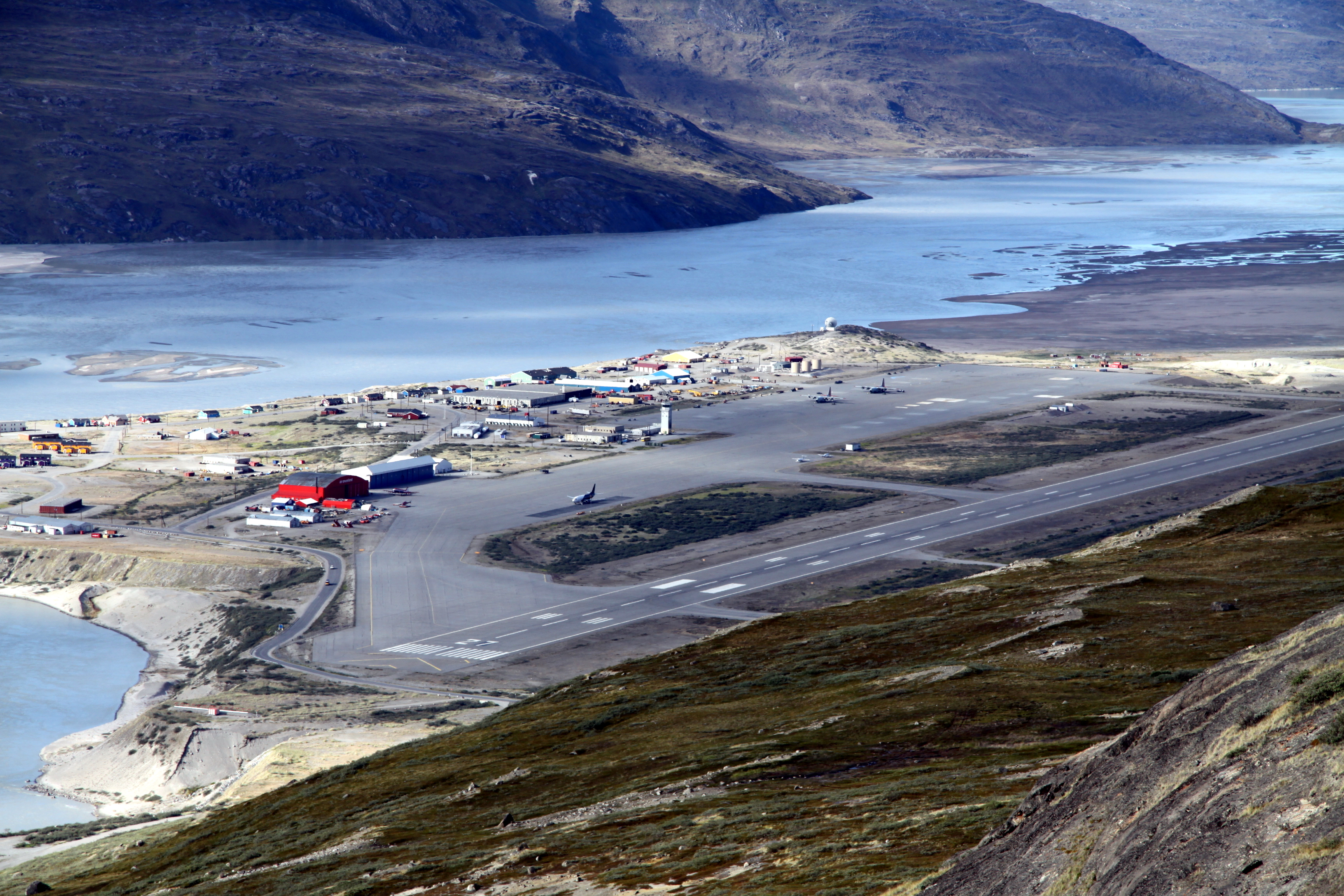
Droga startowa widziana z lotu ptaka w 2010

Port lotniczy Kangerlussuaq (duń. Søndre Strømfjord Lufthavn) – międzynarodowy port lotniczy położony w Kangerlussuaq. Do listopada 2024 był hubem dla Air Greenland i największym portem lotniczym na Grenlandii.

## Linie lotnicze i połączenia
| Linia Lotnicza | Kierunek                         |
| -------------- | -------------------------------- |
| Air Greenland  | 1. Kopenhaga 2. Nuuk 3. Sisimiut |